# تپه چاللی دره
تپه چاللی دره مربوط به هزاره اول قبل از میلاد - سده‌های اولیه و میانه دوران‌های تاریخی پس از اسلام است و در شهرستان مراغه، بخش سراجو، دهستان سراجوی شرقی، روستای صومعه سفلی واقع شده و این اثر در تاریخ ۲۵ آبان ۱۳۸۷ با شمارهٔ ثبت ۲۳۶۳۶ به‌عنوان یکی از آثار ملی ایران به ثبت رسیده است.